# Trecate
Trecate is een gemeente in de Italiaanse provincie Novara (regio Piëmont) en telt 18.028 inwoners (31-12-2004). De oppervlakte bedraagt 38,4 km2, de bevolkingsdichtheid is 469 inwoners per km2.
De volgende frazioni maken deel uit van de gemeente: San Martino.

## Demografie
Trecate telt ongeveer 7398 huishoudens. Het aantal inwoners steeg in de periode 1991-2001 met 13,9% volgens cijfers uit de tienjaarlijkse volkstellingen van ISTAT.
| Jaar | Inwoneraantal |
| ---- | ------------- |
| 1991 | 14.845        |
| 2001 | 16.915        |

## Geografie
De gemeente ligt op ongeveer 136 m boven zeeniveau.
Trecate grenst aan de volgende gemeenten: Bernate Ticino (MI), Boffalora sopra Ticino (MI), Cerano, Garbagna Novarese, Novara, Romentino, Sozzago.